# Poke

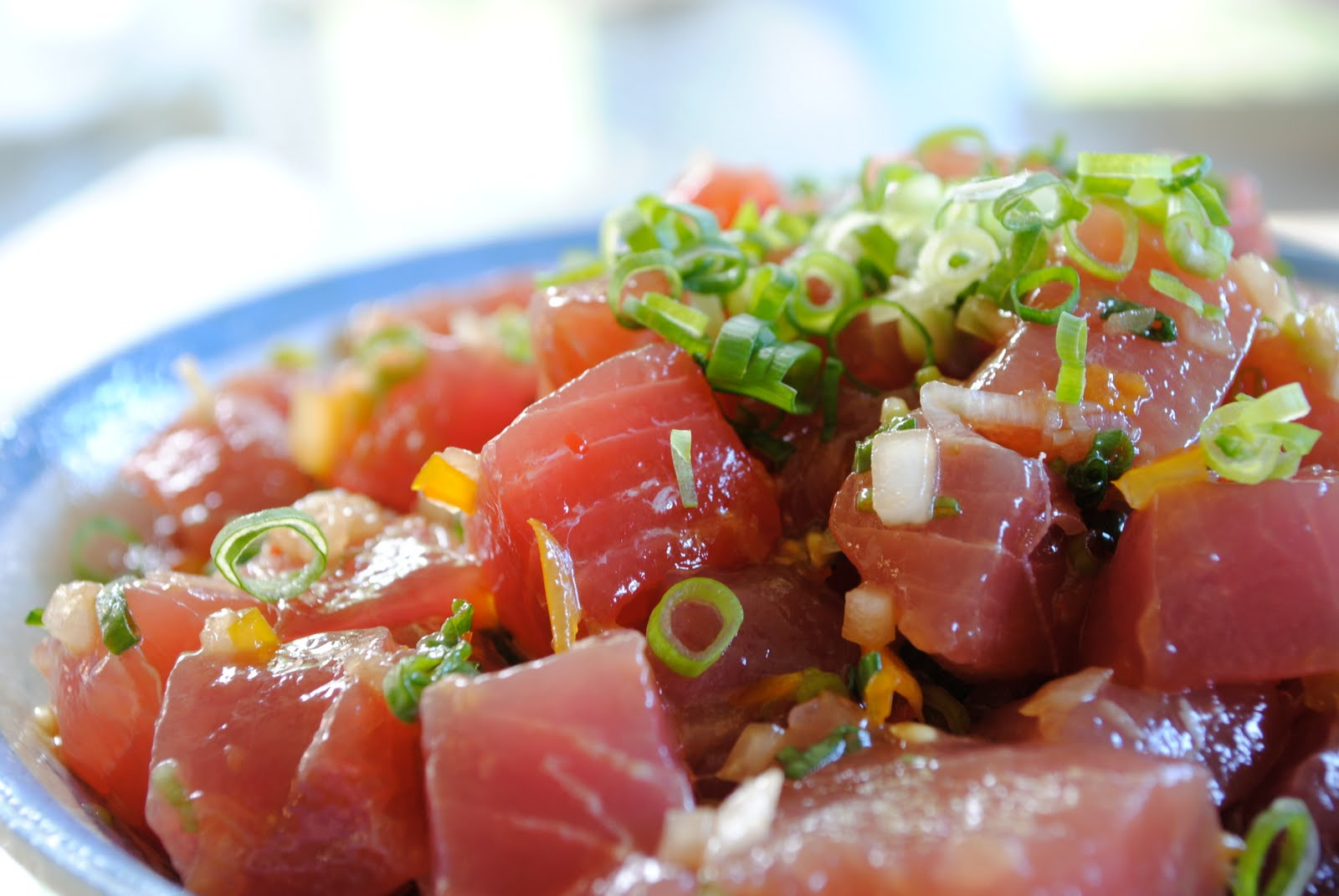
Poke med tonfisk, lök, sesamolja och sojasås

Poke (uttalas "poh-kay", betyder "att skära i bitar" eller "att skiva" på hawaiiska) är en rätt av rå fisk skuren i bitar. Den serveras som för- eller huvudrätt. Poke är en hawaiiansk nationalrätt. På 2010-talet har den blivit populär utanför Hawaii, bland annat i Sverige. Den serveras ofta på asiatiska och sushirestauranger. Den mer moderna versionen kallas ofta för "poké bowl" och innehåller rå marinerad fisk (oftast lax eller tonfisk), ris och olika tillbehör. Toppings kan inkludera avokado, mango, tofu, edamamebönor, wakamesallad, kimchi, rödlök, inlagd ingefära, olika grönsaker med mera. Rätten toppas med en sås, till exempel chilimajonnäs eller sojasås.